# Nederlands kampioenschap schaken 1965
Het Nederlands Kampioenschap schaken 1965 vond plaats van 8 tot en met 22 september 1965 in het Caltex-gebouw in Den Haag. Omdat het hoofdtoernooi geen winnaar opleverde, werd een beslissingsmatch gespeeld in Amsterdam in het GAK-gebouw aan het Bos en Lommerplantsoen. Lodewijk Prins werd voor de eerste keer in zijn carrière Nederlands kampioen schaken.

## Geschiedenis
Jan Hein Donner was niet aanwezig omdat hij deelnam aan de Capablanca Memorial in Havana. Hans Bouwmeester, een andere kanshebber, was in verband met werkverplichtingen verhinderd.
Opvallend was de terugkeer van Lodewijk Prins, die de voorgaande nationale kampioenschappen steeds aan zich voorbij liet gaan. De laatste keer dat hij deelnam was bij het kandidatentoernooi voor het Nederlands kampioenschap schaken 1949. In dat toernooi werd hij eerste en verkreeg hij het recht om Max Euwe uit te dagen, maar deze tweekamp moest hij wegens gezondheidsredenen afzeggen.
Dit maal lukte het Prins wel. In het hoofdtoernooi eindigde hij op gelijke hoogte met Coen Zuidema. Daarom was een beslissingstweekamp noodzakelijk. Die werd gespeeld over vier partijen, te houden op zaterdagen in het GAK-gebouw in Amsterdam.
De 52-jarige Prins won deze confrontatie met 2½-1½.

## Uitslagen en kruistabel
| #  | Naam                  | Score | 1  | 2  | 3  | 4  | 5  | 6  | 7  | 8  | 9  | 10 | 11 | 12 |
| -- | --------------------- | ----- | -- | -- | -- | -- | -- | -- | -- | -- | -- | -- | -- | -- |
| 1  | Lodewijk Prins        | 7½    | -- | 1  | 1  | 0  | 1  | ½  | ½  | 0  | ½  | 1  | 1  | 1  |
| 2  | Coen Zuidema          | 7½    | 0  | -- | 1  | 1  | 1  | 1  | 1  | ½  | ½  | ½  | 0  | 1  |
| 3  | Frans Kuijpers        | 6½    | 0  | 0  | -- | ½  | 0  | 0  | 1  | 1  | 1  | 1  | 1  | 1  |
| 4  | Kick Langeweg         | 6½    | 1  | 0  | ½  | -- | 1  | 1  | 0  | 0  | 1  | 0  | 1  | 1  |
| 5  | Henk Bredewout        | 6     | 0  | 0  | 1  | 0  | -- | 1  | ½  | ½  | ½  | 1  | 1  | ½  |
| 6  | Bert Enklaar          | 5½    | ½  | 0  | 1  | 0  | 0  | -- | ½  | 1  | ½  | 0  | 1  | 1  |
| 7  | Hans Ree              | 5½    | ½  | 0  | 0  | 1  | ½  | ½  | -- | 1  | ½  | ½  | 0  | 1  |
| 8  | Lex Jongsma           | 5     | 1  | ½  | 0  | 1  | ½  | 0  | 0  | -- | 0  | 1  | 1  | 0  |
| 9  | Fedde van Wijngaarden | 5     | ½  | ½  | 0  | 0  | ½  | ½  | ½  | 1  | -- | 0  | 1  | ½  |
| 10 | Carel van den Berg    | 4½    | 0  | ½  | 0  | 1  | 0  | 1  | ½  | 0  | 1  | -- | 0  | ½  |
| 11 | Klaas Bergsma         | 4     | 0  | 1  | 0  | 0  | 0  | 0  | 1  | 0  | 0  | 1  | -- | 1  |
| 12 | Pank Hoogendoorn      | 2½    | 0  | 0  | 0  | 0  | ½  | 0  | 0  | 1  | ½  | ½  | 0  | -- |

## Beslissingsmatch
| Naam           | Score | 1 | 2 | 3 | 4 |
| -------------- | ----- | - | - | - | - |
| Lodewijk Prins | 2½    | ½ | ½ | 1 | ½ |
| Coen Zuidema   | 1½    | ½ | ½ | 0 | ½ |

1909 · 1912 · 1913 · 1919 · 1921 · 1924 · 1926 · 1929 · 1933 · 1936 · 1938 · 1939 · 1942 · 1948 · 1950 · 1952 · 1954 · 1955 · 1957 · 1958 · 1961 · 1963 · 1965 · 1967 · 1969 · 1970 · 1971 · 1972 · 1973 · 1974 · 1975 · 1976 · 1977 · 1978 · 1979 · 1980 · 1981 · 1982 · 1983 · 1984 · 1985 · 1986 · 1987 · 1988 · 1989 · 1990 · 1991 · 1992 · 1993 · 1994 · 1995 · 1996 · 1997 · 1998 · 1999 · 2000 · 2001 · 2002 · 2003 · 2004 · 2005 · 2006 · 2007 · 2008 · 2009 · 2010 · 2011 · 2012 · 2013 · 2014 · 2015 · 2016 · 2017 · 2018 · 2019 · 2021 · 2022 · 2023 · 2024